# جائزة الأرجنتين الكبرى 1979
جائزة الأرجنتين الكبرى 1979 هو سباق فورمولا 1 أقيم بتاريخ 21 يناير 1979 في بوينس آيرس. كان الأول من أصل 15 في بطولة العالم لسباقات الفورمولا واحد موسم 1979. حلّ الفرنسي جاك لافيت أولا بينما جاء الأرجنتيني كارلوس ريوتيمان في المركز الثاني.